# Vattrad skrikuv
Vattrad skrikuv (Megascops guatemalae) är en centralamerikansk uggla med omstridd systematik.

## Utseende och läte
Vattrad skrikuv är en liten och kryptiskt tecknad uggla med gula ögon. Fjäderdräkten varierar från gråbrun till rödaktig. Sången består av en darrande drill som lätt kan misstas för en padda eller insekt. 

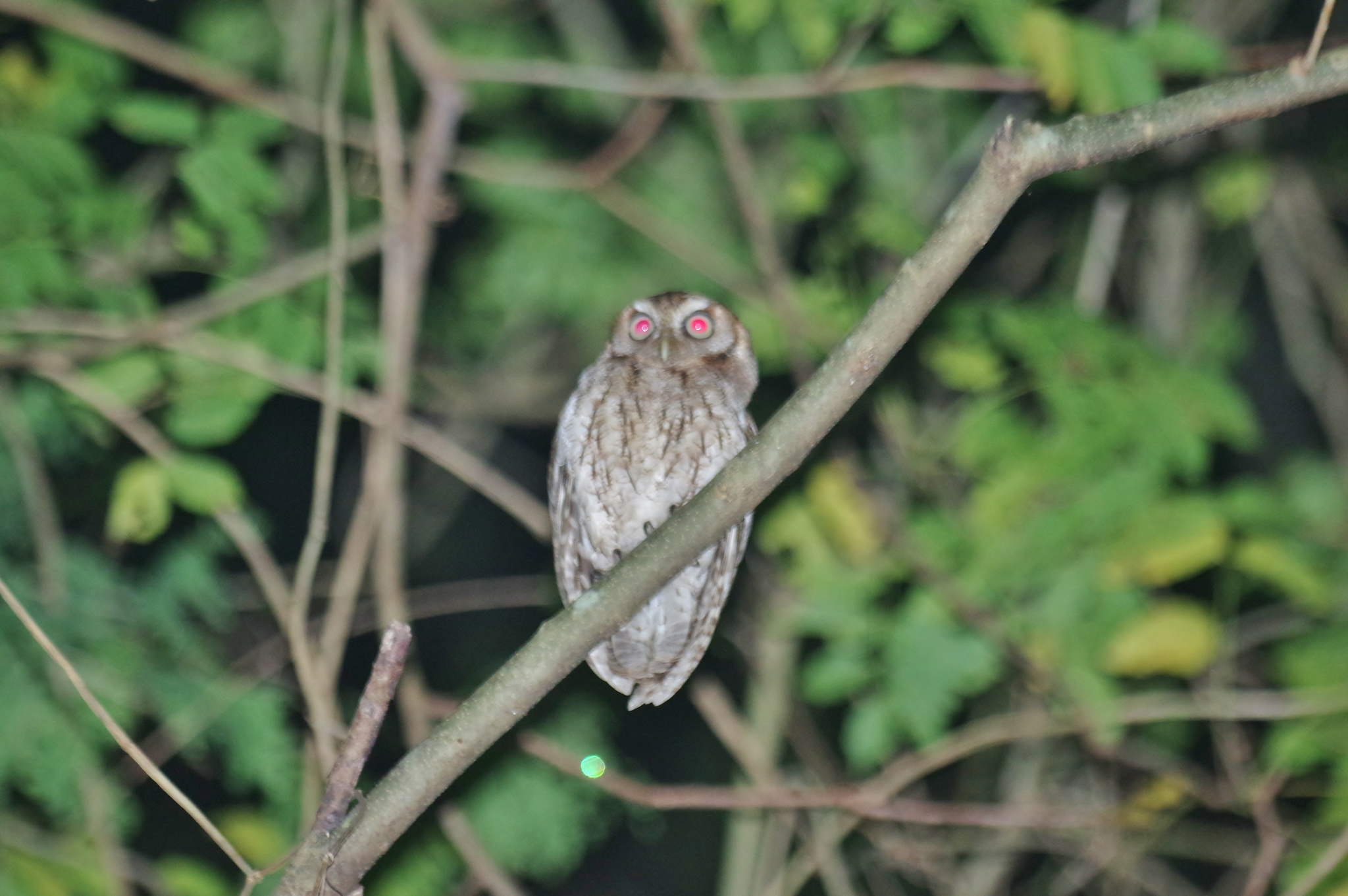

## Utbredning och systematik
Vattrad skrikuv förekommer i Centralamerika från norra Mexiko till västra Panama. Den delas upp i fem underarter med följande utbredning:
- Megascops guatemalae hastatus (inklusive tomlini) – Sonora och Chihuahua till Sinaloa och Oaxaca
- Megascops guatemalae cassini – Tamaulipas till norra Veracruz
- Megascops guatemalae fuscus – centrala Veracruz
- Megascops guatemalae guatemalae (inklusive thompsoni) – Yucatánhalvön, Cozumel, sydöstra Veracruz och nordöstra Oaxaca till Honduras
- Megascops guatemalae dacrysistactus – norra Nicaragua
- Megascops guatemalae vermiculatus – östra Nicaragua, Costa Rica och västra Panama

Artgränserna mellan vattrad skrikuv och dess närmaste släktingar chocóskrikuv (M. centralis) och bergskrikuv (M. roraimae) är omstridda, och olika taxonomiska auktoriteter behandlar dem på olika vis. Howard & Moore inkluderar dem alla i guatemalae, medan BirdLife International urskiljer vermiculatus som egen art och inkluderar chocó- och bergskrikuven i den.. 

## Status och hot
Arten har ett stort utbredningsområde och en stor population, men tros minska i antal, dock inte tillräckligt kraftigt för att den ska betraktas som hotad. Internationella naturvårdsunionen IUCN listar därför arten som livskraftig (LC). Notera dock att vermiculatus ej inkluderas i bedömningen.